# Rubus ichangensis
Rubus ichangensis är en rosväxtart som beskrevs av William Botting Hemsley och Kuntze. Rubus ichangensis ingår i släktet rubusar, och familjen rosväxter. Inga underarter finns listade i Catalogue of Life.